# NGC 5051
NGC 5051 is een spiraalvormig sterrenstelsel in het sterrenbeeld Waterslang. Het hemelobject werd op 30 maart 1835 ontdekt door de Britse astronoom John Herschel.

## Synoniemen
- ESO 444-1
- MCG -5-31-42
- AM 1312-280
- IRAS 13135-2801
- PGC 46194